# 234. strelska divizija (ZSSR)
234. strelska divizija (izvirno rusko 234. стрелковая дивизия; kratica 234. SD) je bila strelska divizija Rdeče armade v času druge svetovne vojne.

## Zgodovina
Divizija je bila ustanovljena junija 1941.